# Єдиний міграційний простір
Єдиний міграційний простір (англ. Common Travel Area (CTA), ірл. Comhlimistéar Taistil) — договір про вільне пересування через кордони, в чомусь подібний до Шенгенської угоди, між Республікою Ірландія, Великою Британією та британськими коронними володіннями Островом Мен, Гернсі та Джерсі підписаний в 1923 році. Британські заморські території не беруть участі в угоді. На підставі цієї угоди, яка не є юридично обов'язковою, внутрішні кордони Єдиного міграційного простору підлягають мінімальному або жодному контролю, і громадяни Ірландії та Великої Британії можуть перетинати їх із мінімальною перевіркою документів, окрім деяких виключень. Підтримка роботи Єдиного міграційного простору потребує співробітництва та координації у міграційній політиці між урядами Ірландії та Великої Британії.
В 2014 році британські та ірландські уряди почали в експериментальному режимі визнавати візи один одного, тобто віза видана будь-якою із держав дає можливість пересуватись усім ЄМП. Станом на червень 2016 року ця норма поширюється на громадян Індії та Китаю і тільки на деякі види віз. Громадяни інших держав та власники віз інших видів і досі мають отримувати візи для кожної країни окремо.
Починаючи із 1997 року Ірландія запровадила систематичні перевірки пасажирів літаків, які прибувають із Великої Британії, вибіркові перевірки пасажирів суден та нерегулярні перевірки на сухопутному кордоні.

## Історія

### Угода 1923 року
Ірландська Вільна держава відокремилась від Великої Британії в 1922 році, коли систематичний паспортний та міграційний контроль на кордоні ставав стандартом, але британський Хоум-офіс, який відповідає за міграційну політику, не вподобав ідею патрулювати 499 км горбистого та звивистого кордону. Тому Хоум-офіс та Департамент внутрішніх справ Ірландії вирішили зберегти статус-кво і в лютому 1923 року вони домовились дотримуватись міграційних рішень один одного, а також Ірландія погодилась дотримуватись британської «Чорної Книги», в якій перелічені персони нон ґрата.
Ця угода була запроваджена в британське законодавство таким чином, що в міграційному праві Ірландська Вільна Держава вважалась нібито частиною Великої Британії. Угода була повністю імплементована обома сторонами в 1925 році, кожна країна забезпечила визнання умов перебування для іноземців іншої країни. Таким чином, іноземець, якому було дозволено в'їзд в одну країну, міг потрапити і в іншу з мінімальними бюрократичними складнощами, окрім нечастих випадків, коли їм висувались інші вимоги для в'їзду.
Ці домовленості були призупинені в 1939 році із початком Другої світової війни. Були запроваджені обмеження на подорожі між двома країнами. Окрім того, в той період обмеження на подорожі були запроваджені навіть між Північною Ірландією та островом Британія, тобто всередині Великої Британії.

### Угода 1952 року
Після закінчення війни, Ірландія відновила дію своїх довоєнних міграційних законів, які дозволяли вільних рух між Ірландією та Британією, але Велика Британія натомість не поспішала відновлювати «симетричні міграційні закони» і продовжувала міграційний контроль між двома островами аж до 1952 року, на велике невдоволення північноірландських юніоністів. Тоді ж в британському законодавстві вперше було вжито термін «Common Travel Area» — Єдиний міграційний простір.
Угода про Єдиний міграційний простір передбачала що Ірландія мала запроваджувати всі зміни, які відбулись в британському міграційному законодавстві. Зокрема, в 1962 році, коли Велика Британія запровадила міграційний контроль для громадян країн Співдружності націй, Ірландія скасувала звільнення від міграційних перевірок осіб британської національності, які не є громадянами Великої Британії і які не народились на території Великої Британії. Ірландські міграційні закони навіть стали більш жорсткими, оскільки звільняли від міграційних перевірок лише британських громадян народжених на території Великої Британії. Британські громадяни народжені за межами Великої Британії, зокрема британці за походженням та особи народжені в колишніх британських колоніях, підлягали міграційним перевіркам. Ці відмінності в тому, кого вважати «британцем», в ірландському та британському законодавстві були усунені лише в 1999 році.

### Угода 2011 року
В 2011 році з'явилась перша угода між Ірландією та Великою Британією яка стосувалась питань спільного обслуговування Єдиного міграційного простору. Угода під назвою «Спільна заява щодо співробітництва щодо заходів для захисту зовнішнього кордону Єдиного міграційного простору» була підписана 20 грудня 2011 в Дубліні Міністром імміграції Великої Британії Даміаном Гріном та Міністром юстиції Ірландії Аланом Шаттером. Разом із цим, ці два міністри підписали неопублікований меморандум про взаєморозуміння.
Як і її попередниці, угода 2011 року не мала юридичної обов'язковості. Угода закріплює обіцянки обох урядів продовжувати співробітництво щодо Єдиного міграційного простору, синхронізувати їхні списки країн для громадян яких не потрібна віза, розробити автоматизовану систему управління кордоном, розпочати обмін інформацією для боротьби із зловживаннями ЄМП, розробити повністю спільну візу для короткотермінових подорожей.

### Брекзіт
В 2016 році відбувся референдум щодо членства Великої Британії в ЄС, на якому 52 % британців висловились за вихід Великої Британії зі складу Європейського Союзу. Цей вихід перетворить ірландсько-британський кордон із внутрішнього на зовнішній кордон Європейського Союзу. Попри це, ірландський та британський уряди разом з Головою Європейської Ради заявили що вони не хочуть щоб ірландсько-британський кордон став «твердим кордоном», тобто кордоном із повноцінними прикордонними та митними перевірками, враховуючи історичні та соціальні «чутливості» регіону, особливо нещодавній конфлікт у Північній Ірландії.
У вересні 2016 року, через 4 місяці після референдуму, уряди двох країн розробили чернетку плану відповідно до якого після Брекзіту в ірландських аеропортах та морських портах застосовуватиметься британський міграційний контроль, щоб Велика Британія могла контролювати міграцію громадян ЄС (окрім громадян Ірландії) через відкритий кордон із Великою Британією. Цей план міг би запобігти необхідності паспортного контролю між Республікою Ірландія та Північною Ірландією. Але ця угода так ніколи і не була завершена та була розкритикована деякими політичними партіями в Республіці Ірландія. 23 березня 2017 було остаточно оголошено що британським міграційним офіцерам не буде дозволено працювати в ірландських аеропортах та морських портах.
Також, щоб, з одної сторони, уникнути встановлення «твердого кордону», а з другої сторони, уникнути дірки в кордоні внутрішнього ринку Європейського Союзу, керівництво Європейського Союзу запропонувало «запасний план» який би зберіг дію деяких правил ЄС на території Північної Ірландії. План не знайшов підтримки британського уряду, оскільки він по суті встановлює кордон між островом Британія та Північною Ірландією.
В червні 2017 уряд Великої Британії опублікував свою позицію щодо майбутнього правового становища громадян ЄС на території Великої Британії, в якому було сказано що Велика Британія бажає захистити домовленості щодо Єдиного міграційного простору і що ірландські громадяни, які живуть у Великій Британії не потребуватимуть підтвердження їхнього права на проживання.

## Паспортний та міграційний контроль

### Нормандські острови
На британських коронних володіннях, островах Гернсі та Джерсі, міграційні перевірки проводять Прикордонне агентство Гернсі та Митно-міграційна служба Джерсі, відповідно.

### Ірландія

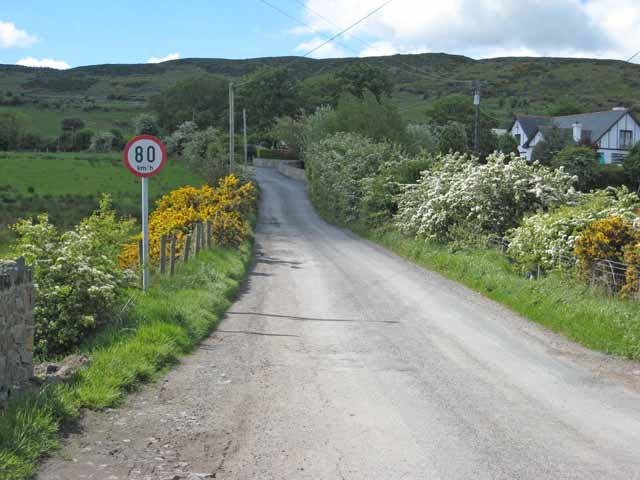
Кордон між Ірландією та Великою Британією, позначений лише дорожнім знаком

В 1997 році Республіка Ірландія внесла зміни до міграційного законодавства, які дозволили міграційним офіцерам проводити перевірки осіб які прибувають з іншого місця в межах ЄМП. Попри те, що передбачалося що це положення застосовуватиметься лише до осіб, які не є громадянами Ірландії чи Великої Британії, на практиці від громадян цих двох країн також може вимагатися пред'явлення посвідчення особи щоб довести що вони є громадянами Ірландії чи Великої Британії.
Практика прикордонних перевірок в Ірландії щодо осіб що в'їжджають з іншого місця в межах ЄМП, не є однорідною і відрізняється від місця до місця. Прикордонні перевірки на постійній основі проводяться лише в аеропортах та морських портах. На сухопутній ділянці кордону проводяться вибіркові точкові перевірки або операції. Особи що прибувають до Ірландії повітряним транспортом з інших місць в межах ЄПМ більше не відокремлюються від осіб що прибули з поза меж ЄНП, як це було раніше. Наразі, всі пасажири мають проходити прикордонну перевірку, яка проводиться Міграційним бюро Поліції Ірландії. Громадянам Великої Британії необов'язково мати при собі паспорт, вони можуть довести своє громадянство іншим способом.
В 2012 році був запущений пілотний проєкт в рамках якого цивільний персонал з Ірландської служби натуралізації та міграції почав працювати на міграційному контролі в аеропорту Дубліна разом із Міграційним бюро Поліції Ірландії. Персонал служби натуралізації та міграції почав проводити всі первинні паспортні перевірки, а всі питання пов'язані із забороною в'їзду, затриманням та арештом, залишились в компетенції поліції.
Більшість осіб, які би потребували візу для в'їзду до Великої Британії, можуть проїжджати транзитом через Велику Британію до інших місць при цьому не потребуючи візи. Але це правило не стосується тих, хто хоче поїхати до Ірландії транзитом через Велику Британію, в такому випадку особа повинна мати і ірландську, і британську візу.

### Острів Мен
Уряд острова Мен стверджує, що міграційний контроль при в'їзді до острова Мен проводиться рідко, оскільки існує небагато транспортних рейсів, які прибувають з поза меж Єдиного міграційного простору. Станом на квітень 2018 року, єдиним регулярним авіаційним рейсом до острова Мен з поза меж ЄМП є рейс з Женеви. В митній сфері, острів Мен вважається частиною Великої Британії, тому для осіб які прибувають з території Великої Британії нема митних перевірок.

### Велика Британія
Прикордонна служба Великої Британії зазвичай не проводить міграційні перевірки осіб які прибувають з іншого місця в ЄМП, незалежно від громадянства. Але, оскільки острова Гернсі та Джерсі мають статус зони вільної від ПДВ, то проводяться вибіркові митні перевірки осіб, які прибувають звідти на територію Великої Британії.
Між чотирма частинами Великої Британії немає прикордонних перевірок, і кордони між Англією, Шотландією та Уельсом є повністю відкритими. Але, відповідно до розділу 8 Акту про запобігання тероризму від 1974 року існує можливість ввести тимчасові перевірки осіб які подорожують між Північною Ірландією та островом Британія. Розділ 7 Акту про тероризм 2000 року теж забезпечує таку можливість.

## Спільна візова система
В жовтні 2014 року уряди Ірландії та Великої Британії підписали меморандум про взаєморозуміння, який поклав початок шляху до взаємного визнання віз, що дозволило би подорожувати до Ірландії та Великої Британії за однією візою. Громадяни Китаю та Індії стали першими, і станом на червень 2018 рік єдиними, для кого застосували таке нововведення. В 2015 році було запропоновано переглянути цю схему щоб застосувати її до громадян всіх інших країн до кінця року, але цього не відбулось. Схема існує паралельно до ірландської програми візового спрощення, яка дозволяє громадянам 17 країн не отримувати ірландську візу щоб в'їжджати до Ірландії з території Великої Британії, якщо в них вже є британська віза.
Хоч кордон між країнами-учасницями Єдиного міграційного простору більшу частину свого існування був повністю чи відносно відкритим, це не означає що хтось, хто легально перебуває в одній країні, автоматично отримує право в'їжджати до іншої. На відміну від Шенгенської зони, Єдиний міграційний простір наразі не має механізму взаємного визнання права на в'їзд. Ірландія та Велика Британія мають різні візові системи із різними вимогами. Простими словами, британська віза не дає автоматичного права в'їзду до Ірландії, та навпаки.
Коронні володіння дозволяють в'їзд на свою територію особам, які мають британську візу, з деякими винятками. Міграційні органи Гернсі та Джерсі зазвичай проводять міграційні перевірки лише осіб, які не є громадянами країн Європейської економічної зони, і які збираються їхати до Великої Британії, щоб перевірити чи мають вони право на в'їзд до Великої Британії.
В липні 2011 Ірландія запустила обмежену пілотну програму візового спрощення, відповідно до якої візові вимоги для громадян деяких країн, які в'їжджають з Великої Британії і мають британську візу, не застосовуються.

### Різниця у візовій політиці
| Безвізовий в'їзд до Великої Британії, але не до Ірландії | Безвізовий в'їзд до Ірландії, але не до Великої Британії |
| --- | -------------------------------------------------------- |
| - Східний Тимор - Маршаллові Острови - Маврикій - Федеративні Штати Мікронезії - Намібія - Палау - Папуа Нова Гвінея                                                                               | - Болівія - Фіджі - Гаяна - Лесото - ПАР - Есватіні      |
| Країни-учасниці Ірландської програми візового спрощення |                                                          |
| - Бахрейн - Білорусь - Боснія і Герцеговина - КНР - Індія - Казахстан - Кувейт - Чорногорія - Оман - Катар - Росія - Саудівська Аравія - Сербія - Таїланд - Туреччина - Україна - ОАЕ - Узбекистан |                                                          |

## Вільне пересування
Хоч британські та ірландські громадяни мають необмежений час перебувати в країні один одного відповідно до законів ЄС, умови, які до них застосовуються, є трохи менш вільними, ніж у Шенгенській Зоні. Зокрема, як мінімум при повітряних подорожах, перевірки особистості є обов'язковими, в тому числі при перетині кордону в британських чи ірландських громадян можуть попросити документи.

### Британські громадяни в Ірландії
За ірландськими законами всі громадяни Великої Британії, включаючи громадян з Мену, Джерсі та Гернсі (на які не поширюється дія законодавства ЄС про вільне пересування), не підлягають міграційному контролю та депортації. Вони мають право жити в Ірландії без жодних обмежень чи умов. Вони, за деякими виключеннями, ніколи юридично не сприймались як іноземці, на них не поширювалась дія Акту про іноземців 1935 року та його підзаконних актів. Таким чином, громадяни Великої Британії можуть без обмежень жити та працювати в Ірландії, наприклад переїжджати туди на пенсію. На відміну від громадян ЄС, британські пенсіонери не повинні надавати докази наявності коштів або мати медичне страхування. Британські громадяни можуть використовувати ірландські громадські послуги, включаючи медичну систему, так само як і громадяни Ірландії.

### Ірландські громадяни у Великій Британії
До 1949 року всі громадяни Ірландії вважались британським законодавством особами британської національності. Після того як Ірландія оголосила себе республікою, до британських законів були внесені зміни, які надали громадянам Ірландії такий самий статус як в громадян країн Співдружності націй, попри те що Ірландія до неї не входила. Тому, так само як і до британських громадян в Ірландії, до ірландських громадяни у Великій Британії ніколи не ставились як до іноземців, але громадяни Ірландії, так само як і громадяни країн Співдружності націй, підлягають міграційному контролю відповідно до Акту про міграцію зі Співдружності 1962 року. На відміну від громадян країн Співдружності, ірландські громадяни зазвичай не мають проходити контроль при перетині кордону і якщо вони переїжджають до Великої Британії, вони автоматично мають «осілий статус» (статус, що дає більше прав ніж дозвіл на постійне проживання). Ірландці можуть бути депортовані з Великої Британії так само як й інші громадяни країн Європейської економічної зони. В лютому 2007 року британський уряд оголосив, що до громадян Ірландії буде застосовуватись спеціальна пом'якшена процедура депортації, що відрізнятиметься від процедури для громадян країн ЄЕЗ. В результаті, громадян Ірландії, які вийшли із британської в'язниці, зазвичай не депортують з Великої Британії.

### Громадяни інших країнЄвропейської економічної зони
Громадяни країн Європейської економічної зони, не враховуючи громадян Ірландії та Великої Британії, відповідно до законодавства ЄС, мають право вільно в'їжджати та перебувати на території Ірландії та Великої Британії. Вони повинні мати при собі дійсний проїзний документ, паспорт або ідентифікаційну картку для в'їзду до Єдиного міграційного простору та для перетину ірландсько-британського кордону.

## Шенгенська зона
В 1985 році п'ять країн-членів Європейської економічної спільноти підписали Шенгенську угоду щодо поступового скасування прикордонних перевірок між цими країнами. Ця угода та імплементаційна конвенція 1990 року заклали фундамент Шенгенської зони. Після імплементації цієї угоди в 1995 році, до 1997 року всі країни Європейського Союзу, окрім Ірландії та Великої Британії, ратифікували угоду. Амстердамський договір, чернетка якого була складена того ж року, зробив Шенгенську угоду частиною законодавства Європейського Союзу, при цьому вказуючи що Ірландія та Велика Британія є виключенням і вони можуть продовжувати систематичні паспортні та міграційні перевірки на своїх кордонах. Формулювання договору робить Ірландію виключенням тільки за умови збереження Єдиного міграційного простору.
Уряд Великої Британії завжди відмовлявся послаблювати прикордонний контроль, оскільки є острівною державою, Велика Британія має кращі можливості для проведення міграційних перевірок, ніж континентальна частина Європи з «громіздкими та ненадійними» сухопутними кордонами. Хоч Ірландія так і не приєдналась до Шенгенської угоди щоб зберегти відкритий кордон із Північною Ірландією, вона завжди розглядала Шенгенську угоду набагато менш категорично. При цьому Ірландія в 1997 році внесла зміни до Закону про іноземців, щоб дозволити прикордонні та міграційні перевірки для осіб, які прибувають з території Великої Британії.

## Вимоги допосвідченняособи
Більшість пасажирських перевізників дозволяють своїм пасажирам подорожувати в межах ЄМП без паспорту, хоча Ryanair вимагає від всіх своїх пасажирів мати при собі паспорт або ідентифікаційну картку. В 2014 році в парламенті Ірландії був зареєстрований законопроєкт який пропонував заборонити пасажирським перевізникам вимагати від пасажирів пред'явлення паспорта для подорожі всередині ЄМП, але цей законопроєкт не був ухвалений. Від ірландських та британських громадян, які пересуваються повітряним транспортом, вимагається мати як мінімум посвідчення особи із фотографією. В жовтні 2015 року уряд Ірландії почав видавати паспорти-картки які мають такий самий розмір як й ідентифікаційні картки інших країн ЄС і які приймаються всіма пасажирськими перевізниками, але щоб отримати таку картку особа повинна вже мати звичайний паспорт у вигляді книжки.